# براد باير
براد باير (بالإنجليزية: Brad Beyer)‏ مواليد 20 سبتمبر 1973 في ويسكونسن، الولايات المتحدة، هو ممثل أمريكي بدأ مسيرته الفنية سنة 1996.

## الأعمال
| السنة | العمل                                  | الدور           |
| ----- | -------------------------------------- | --------------- |
| 1999  | القانون والنظام: الوحدة الخاصة للضحايا | دينيس كوفيلد    |
| 2000  | الجنس والمدينة                         | آرثر            |
| 2004  | سي إس آي: ميامي                        | دوغ سوير        |
| 2006  | جيريكو                                 | ستانلي ريتشموند |
| 2008  | عقول إجرامية                           |                 |
| 2008  | دون أثر                                |                 |
| 2009  | اكذب علي                               |                 |
| 2010  | سي اس آي: نيويورك                      |                 |
| 2011  | إن سي آي إس: لوس أنجلوس                |                 |
| 2012  | ذا منتاليست                            |                 |
| 2012  | إن سي آي إس                            |                 |
| 2013  | 42                                     |                 |
| 2017  | شكرا لخدمتك                            | جيمس دوستر      |

## روابط خارجية
- براد باير على موقع IMDb (الإنجليزية)
- براد باير على موقع ألو سيني (الفرنسية)
- براد باير على موقع أول موفي (الإنجليزية)
- براد باير على موقع قاعدة بيانات الأفلام السويدية (السويدية)
- براد باير على موقع قاعدة بيانات الفيلم (الإنجليزية)
- براد باير على موقع كينوبويسك (الروسية)